# Willamette Law Review
A Willamette Law Review a Willamette Egyetem Jogi Főiskolájának évente háromszor (2020 előtt négyszer) megjelenő folyóirata az Amerikai Egyesült Államok Oregon államának Salem városában. Az 1959-ben egy korábbi termék utódjaként alapított publikáció szerkesztősége az Oregoni Polgári Igazságügyi Központban van.

## Története
A Legal Handbooks publikációt 1949-ben alapították, majd ezt 1959-ben egy jogi folyóirat váltotta. A kiadvány létrehozásáról és szerkesztőiről a jogi főiskola oktatói döntöttek. A kezdetben évente kétszer megjelenő kiadvány első főszerkesztője Ronald B. Lansing volt; első száma a munkáltatói felelősségről szólt.
Kezdetben az Oregoni Ügyvédi Kamara pénzügyileg támogatta, a számokat a kamara minden tagja megkapta. Szerkesztősége kezdetben a Gatke épületben volt, majd 1967-ben, a jogi főiskola elköltöztetésekor a Truman Wesley Jogi Központba helyezték át. Az első számok idején a hallgatóknak meg kellett felelniük a tudományos sztenderdeknek; gólyák, illetve a második és harmadik évük idején tanulmányi átlaguk alapján az évfolyam alsó kétharmadába tartozó hallgatók nem publikálhattak.
Az első tizennégy évfolyam Willamette Law Journal címen jelent meg, majd 1978-ban nevet váltottak. 1981 tavaszán az előfizetési díj 12,5 dollárra emelkedett; a szám az üléstermekben való televízióhasználatról és a cégvezetők felelősségéről szólt. 2006 októberében a korábbi bírósági épületben Hans A. Linde tudós részvételével konferenciát rendeztek.
2008 szeptemberében jelenlegi helyére költözött. Az átadó díszvendége Ruth Bader Ginsburg, a Legfelsőbb Bíróság bírója volt.

## Tematika
Kezdetben a számok egyetlen eset vizsgálatával foglalkoztak. A későbbiekben már általános joggal is foglalkozik, de minden második kiadás csak Oregont vizsgálja; egyik ilyen volt a 2006-os bizalmi törvénykönyvvel foglalkozó szám. Az Albany Law Review cikkválogatási skáláján a kiadvány az ötödik kategóriába esik (az 540 vizsgált folyóirat között a 196. és 260. hely közöttiek).
A folyóirat évente szakmai konferenciákat is finanszíroz, melynek eredményeit publikálják: például 2006-ban sportjogi, 2008-ban pedig nemzetközi jogi konferenciát rendeztek. A kiadványt a The Washington Quarterly, a The Oregonian és a The Birmingham News is idézte.

## Fordítás
- Ez a szócikk részben vagy egészben  a   Willamette Law Review című angol Wikipédia-szócikk ezen változatának fordításán alapul.  Az eredeti cikk szerkesztőit annak laptörténete sorolja fel. Ez a jelzés csupán a megfogalmazás eredetét és a szerzői jogokat jelzi, nem szolgál a cikkben szereplő információk forrásmegjelöléseként.